# Dorota Kempka
Dorota Maria Kempka z domu Kadow (ur. 4 stycznia 1935 w Piotrkowicach) – polska polityk, posłanka na Sejm X kadencji (1989–1991), senator III, IV i V kadencji (1993–2005).

## Życiorys
Jest absolwentką bydgoskiego Seminarium Nauczycielskiego. Ukończyła studia na Wydziale Pedagogiki Uniwersytetu Warszawskiego. Przez kilkanaście lat była instruktorem Związku Harcerstwa Polskiego i komendantką Bydgoskiej Chorągwi ZHP. Następnie pracowała jako dyrektor Pałacu Młodzieży w Bydgoszczy. W latach 1983–1989 zasiadała w Narodowej Radzie Kultury. Pełniła funkcję wiceprzewodniczącej Ligi Kobiet Polskich.
W 1960 wstąpiła do Polskiej Zjednoczonej Partii Robotniczej, należała do niej do rozwiązania w 1990. Z jej ramienia w 1989 uzyskała mandat posła na Sejm kontraktowym w okręgu bydgoskim. W 1993 i 1997 z ramienia Sojuszu Lewicy Demokratycznej uzyskiwała mandat senatora III i IV kadencji z województwa bydgoskiego. W 2001 po raz trzeci została wybrana z okręgu bydgoskiego. Od 1996 przewodniczyła Parlamentarnej Grupie Kobiet. Była członkiem komitetu wyborczego Włodzimierza Cimoszewicza w wyborach prezydenckich w 2005. W wyborach parlamentarnych w tym samym roku nie ubiegała się o reelekcję.
14 listopada 1978 otrzymała Order Uśmiechu, w tym samym czasie przyznano jej tytuł „Bydgoszczanina Roku 1978” i Krzyż Kawalerski Orderu Odrodzenia Polski, a wcześniej Złoty (1974) i Srebrny (1969) Krzyż Zasługi. W 2005 otrzymała Srebrny Medal „Zasłużony Kulturze Gloria Artis”.